# Aït Khellili
Aït Khellili (în arabă AT Xlili) este o comună din provincia Tizi Ouzou, Algeria.
Populația comunei este de 11.627 de locuitori (2008).